# Smetana
Smetana je mlečna maščoba, ki se nabira na površini mleka. Pridobljena je lahko s posnemanjem ali naravnim vzgonom.
Če napolnimo še toplo pomolženo mleko v plitvo posodo ter ga pustimo pri primerni temperaturi, se po enem dnevu maščobe, ker so specifično lažje, izločijo na površino površino in fermentirajo ob pomoči mlečnokislinskih bakterij. Tako na neindustrijski način pridobivamo kislo smetano.
Sladko smetano pa pridobivamo s pomočjo posnemalnika. Pridobljena smetana mora vsebovati najmanj 10 % maščobe, v posnetem mleku pa ostane vsaj še 0,6 % maščobe. 

## Vrste
Smetano najpogosteje delimo na sladko in kislo. 
Sladka smetana ima nekoliko višjo vsebnost mlečne maščobe, od 10 % do 35 %, je belo-rumenkaste barve, značilnega vonja in prijetnega sladkastega okusa. Lahko je sveža ali trajna. Sveža je pridelana iz pasteriziranega in homogeniziranega mleka in v hladilniku svojo kakovost ohrani več dni. Trajna je segreta na višjo temperaturo sterilizacije  ter zato ohrani svojo kakovost dalj časa. 
Uživamo jo lahko v tekočem ali stepenem stanju. Stepena smetana je narejena s stepanjem ali mešanjem zraka v smetano z več kot 30 % maščobe, ki se tako iz tekoče spremeni v trdno. 
Kisla smetana je fermentirani mlečni izdelek, pridobljen s pomočjo izbranih mlečnokislinskih bakterij v procesu fermentacije smetane. Običajno vsebuje 20 % mlečne maščobe in je v kuhinji pomemben dodatek različnim jedem, lahko pa jo uživamo tudi samo ali namazano na kruhu.

## Izdelki iz smetane
Maslo je običajno izdelano iz pasterizirane sladke smetane, obdelane s postopki metenja, izpiranja, gnetenja in oblikovanja. 
Sladoled je verjetno najbolj znana in priljubljena sladica, narejena iz mleka, smetane, jogurta in sirotke.

## Vpliv na zdravje
Smetana vsebuje velike količine zaužitih nasičenih maščobnih kislin, ki predstavljajo enega izmed pomembnih dejavnikov tveganja za nastanek bolezni srca in ožilja ter drugih kroničnih obolenj, zato jo je treba uporabljati zmerno. Obenem pa je bogata z vitaminoma A in D, ki pripomoreta k optimalnemu razvoju vida in splošni odpornosti. Vitamin A prispeva k izgradnji kosti, vitamin D pa pri vezavi kalcija v kosteh.